# Sonia Mansour
Sonia Mansour (sinh ngày 6 tháng 9 năm 1988) là một vận động viên Paralympic đến từ Tunisia thi đấu chủ yếu trong các sự kiện chạy nước rút T38.
Cô từng tham gia Paralympic mùa hè 2008 tại Bắc Kinh, Trung Quốc. Ở đó, cô đã giành được huy chương bạc trong sự kiện 100 mét nữ - T38 và huy chương bạc trong sự kiện 200 mét - T38 của phụ nữ.